# Tia Jimerson
Tia Naomi Jimerson (30 giugno 1999) è una pallavolista statunitense, centrale della LOVB Atlanta.

## Carriera

### Club
La carriera di Tia Jimerson inizia nei tornei scolastici della Georgia, giocando per la Norcross HS. In seguito gioca a livello universitario con la Ohio, impegnata in NCAA Division I dal 2017 al 2020 (con quest'ultima annata conclusasi nel 2021 a causa della pandemia di COVID-19 negli Stati Uniti d'America).
Nella stagione 2021-22 debutta nella pallavolo professionistica in Ungheria, partecipando alla Nemzeti Bajnokság I con il Balatonfüred, mentre nella stagione seguente è di scena nella Primeira Divisão con il Porto, aggiudicandosi la Supercoppa portoghese e il titolo nazionale. Dopo aver disputato il campionato 2023-24 con le tedesche del Dresdner, in 1. Bundesliga, torna in patria per prendere parte alla League One Volleyball 2025 con la LOVB Atlanta, venendo inserita nella seconda squadra delle LOVB Icons.

### Nazionale
Nel 2024 debutta in nazionale in occasione della Coppa panamericana, dove si aggiudica la medaglia d'argento.

## Palmarès

### Club
- Campionato portoghese: 1

2022-23
- Supercoppa portoghese: 1

2022

### Nazionale (competizioni minori)
- Coppa panamericana 2024

### Premi individuali
- 2025 - League One Volleyball: LOVB Icons Second Team